# Agkistrodon
Agkistrodon Palisot de Beauvois, 1799 è un genere di serpenti crotalini appartenenti alla famiglia dei Viperidi, distribuiti tra il Nord America e la parte settentrionale della Costa Rica.

## Tassonomia
Il genere comprende le seguenti specie:
- Agkistrodon bilineatus Günther, 1863
- Agkistrodon contortrix (Linnaeus, 1766)
- Agkistrodon howardgloydi Conant, 1984
- Agkistrodon piscivorus (Lacépède, 1789)
- Agkistrodon russeolus Gloyd, 1972
- Agkistrodon taylori Burger & Robertson, 1951